# Corps de garde de la jetée
Le corps de garde de la jetée est un bâtiment à vocation militaire situé dans le département français de la Manche, sur la commune de Granville.

## Localisation
Le corps de garde est situé 9012 Quai Sud à Granville.

## Historique
Les corps de garde côtiers s'inscrivent parmi une série de constructions voulues par Sébastien Le Prestre de Vauban à la fin du XVIIe ou au début du XVIIIe siècle, pour surveiller et défendre les côtes. Pour l'Avranchin, leur construction est confiée à l'ingénieur Ricard en 1699. En 1705, on dénombrait 13 capitaineries d'un millier d'hommes chacune, ayant la charge de 70 corps de garde.
Les capitaineries ont été supprimées en 1738 et les cabanes désaffectées en 1815.
Le corps de garde de la jetée a été construit au XVIIIe siècle.
L'édifice est inscrit au titre des monuments historiques par arrêté du 17 avril 1987.

## Description
L'édifice conservé comprend, outre le corps de garde, des latrines.